# Aposites pubicollis
Aposites pubicollis är en skalbaggsart som beskrevs av Francis Polkinghorne Pascoe 1866. Aposites pubicollis ingår i släktet Aposites och familjen långhorningar. Inga underarter finns listade i Catalogue of Life.